# 적산 (연지후)
적산(翟山, ? ~ 기원전 183년)은 전한 초기의 제후로, 개국공신 적후의 아들이다.

## 생애
고후 4년(기원전 184년), 적후의 뒤를 이어 연후(衍侯)에 봉해졌다.
연지후 2년(기원전 183년)에 죽으니 시호를 지(祗)라 하였고, 아들 적가가 작위를 이었다.

## 출전
- 사마천, 《사기》 권18 고조공신후자연표
- 반고, 《한서》 권16 고혜고후문공신표

| 전임 아버지 연간후 적후 | 전한의 연후 기원전 184년 ~ 기원전 183년 | 후임 아들 연절후 적가 |